# Линь (созвездие)

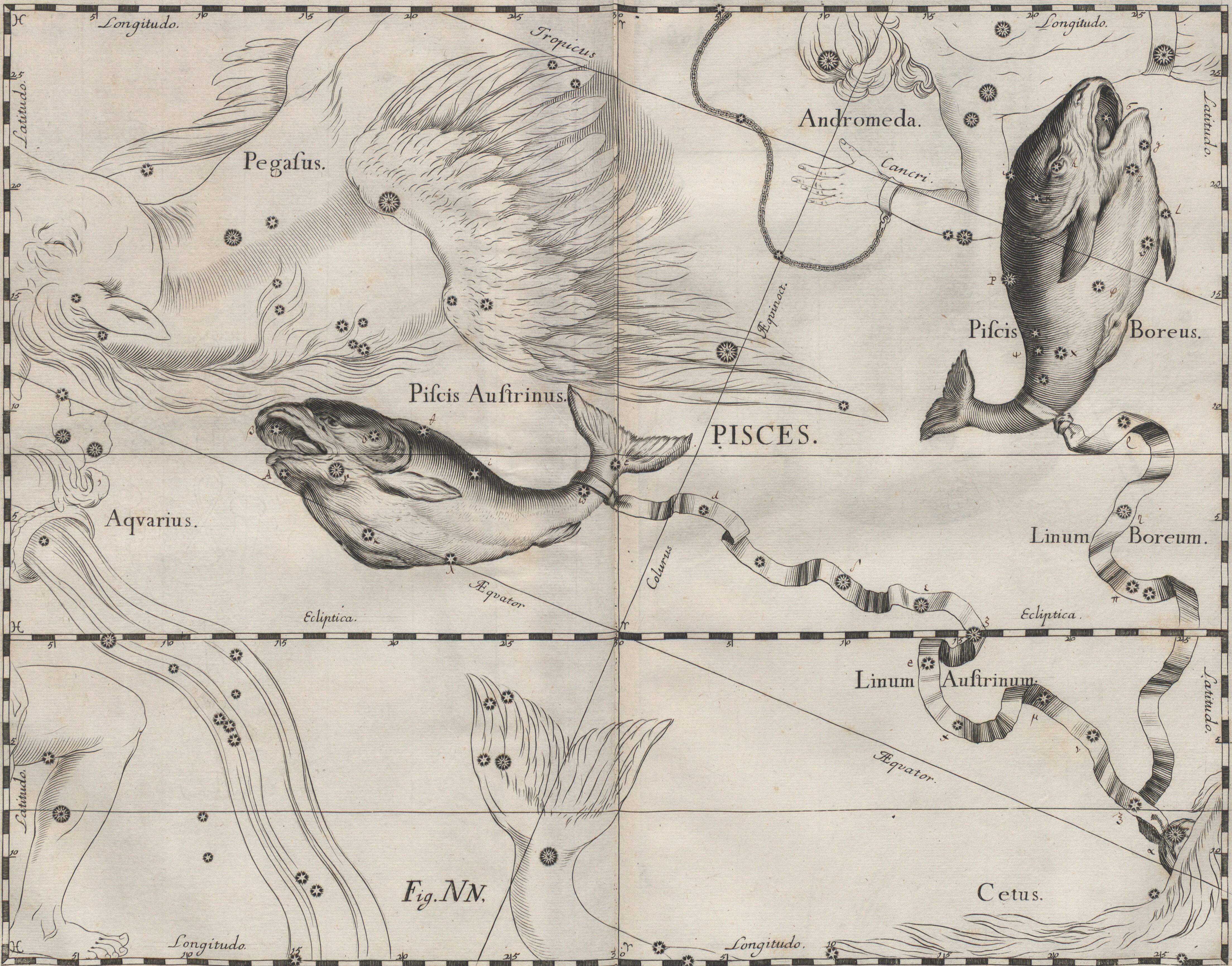
Северный и Южный Лини в «Уранографии» Яна Гевелия

Линь (лат. Linum Piscium или лат. Lineola) — отменённое созвездие северного полушария неба, фактически астеризм в составе созвездия Рыбы. Иногда считался за два созвездия — Линь Северный (лат. Linum Boreum) и Линь Южный (лат. Linum Austrinum).
Впервые как именованные созвездия Линь Северный и Линь Южный появляются на планисфере Томаса Гуда 1590 года. На рисунках изображались как лента, связывающая хвосты рыб.
У Яна Гевелия Лини состоят из следующих звёзд:
Северный Линь: χ – ρ,94 – VX(97) – η – π – ο – α Рыб.
Южный Линь: α – ξ – ν – μ – ζ – ε – δ – 41 – 35 – ω Рыб.
У Боде Северный и Южный Лини объединены в одно созвездие.